# James Bishop (Diplomat)

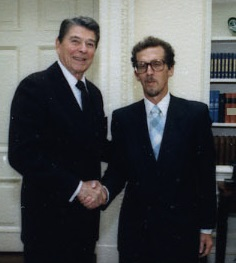
James Bishop (rechts) mit Ronald Reagan (1987)

James Keough Bishop (* 21. Juli 1938 in New Rochelle) ist ein US-amerikanischer Diplomat.

## Leben
James Bishop besuchte das College of the Holy Cross, das er 1960 mit einem Bachelor-Abschluss verließ. Im selben Jahr trat er in den Dienst des Außenministeriums der Vereinigten Staaten. Zunächst als Pressereferent tätig, wirkte er ab 1963 im Ausland. Bishop war Vizekonsul in Auckland und Konsul in Beirut, danach Wirtschaftsoffizier in Beirut und in Yaoundé. In den 1970er Jahren arbeitete er in verschiedenen leitenden Funktionen im Außenministerium, zuletzt von 1977 bis 1979 als Direktor für nordafrikanische Angelegenheiten.
Bishop wurde 1979 Botschafter der Vereinigten Staaten in Niger. Dieses Amt übte er bis 1981 aus. In diesem Jahr absolvierte er die Johns Hopkins School of Advanced International Studies, an der er den Titel Master of International Public Policy (M.I.P.P.) erwarb. Er arbeitete von 1981 bis 1987 als Stellvertreter des Assistant Secretary of State for African Affairs Chester Crocker. 1987 erfolgte Bishops Berufung zum US-Botschafter in Liberia. 1990 wechselte er als Botschafter nach Somalia. Wegen des Somalischen Bürgerkriegs musste die Botschaft in Mogadischu evakuiert werden und Bishop und weitere Ausländer wurden Anfang 1991 von Marines ausgeflogen. James Bishop war danach als Stellvertreter des Assistant Secretary of State for Human Rights and Humanitarian Affairs Richard Schifter tätig. 1993 ging er in den Ruhestand.